# Volo (Illinois)
Volo est un village du comté de Lake, dans l’État de l’Illinois, aux États-Unis. Sa population s’élevait à 2 929 habitants lors du recensement de 2010, estimée à 4 354 habitants en 2016.
Volo a été incorporé en tant que village le 26 avril 1993.

## Source
- (en) Cet article est partiellement ou en totalité issu de l’article de Wikipédia en anglais intitulé « Volo, Illinois » (voir la liste des auteurs).

1. ↑  « Geographic Identifiers: 2010 Demographic Profile Data (G001): Volo village, Illinois », U.S. Census Bureau, American Factfinder (consulté le 18 décembre 2012)